# غار السودان (حريضة)
غار بن لسود هي إحدى قرى تابعة للهجرين وتسكنها قبيلة بن لسود، وهي قبيلة تعود أصولهم لمحافظة شبوة مديرية حبان.